# Walt Lemon
Walter Lemon jr., detto Walt (Chicago, 26 luglio 1992), è un cestista statunitense.

## Statistiche

### College
| Anno      | Squadra        | PG  | PT | MP   | TC%  | 3P%  | TL%  | RP  | AP  | PRP | SP  | PP   |
| --------- | -------------- | --- | -- | ---- | ---- | ---- | ---- | --- | --- | --- | --- | ---- |
| 2010-2011 | Bradley Braves | 31  | 5  | 20,0 | 41,9 | 32,4 | 66,0 | 2,4 | 0,9 | 0,9 | 0,4 | 6,4  |
| 2011-2012 | Bradley Braves | 32  | 25 | 30,7 | 47,1 | 34,5 | 66,7 | 3,1 | 2,5 | 1,3 | 0,5 | 12,6 |
| 2012-2013 | Bradley Braves | 35  | 34 | 34,3 | 45,1 | 33,0 | 76,1 | 4,2 | 3,8 | 2,1 | 0,4 | 15,6 |
| 2013-2014 | Bradley Braves | 32  | 31 | 35,5 | 42,4 | 29,0 | 74,6 | 3,1 | 3,9 | 2,4 | 0,1 | 18,0 |
| Carriera  | Carriera       | 130 | 95 | 30,3 | 44,2 | 32,1 | 71,9 | 3,2 | 2,8 | 1,7 | 0,3 | 13,2 |

### NBA

#### Regular Season
| Anno      | Squadra       | PG | PT | MP   | TC%  | 3P%  | TL%  | RP  | AP  | PRP | SP  | PP   |
| --------- | ------------- | -- | -- | ---- | ---- | ---- | ---- | --- | --- | --- | --- | ---- |
| 2017-2018 | N.O. Pelicans | 5  | 0  | 7,0  | 43,8 | 100  | 66,7 | 0,4 | 1,0 | 0,0 | 0,2 | 3,4  |
| 2018-2019 | Chicago Bulls | 6  | 3  | 27,8 | 43,7 | 40,0 | 72,7 | 4,5 | 5,0 | 1,8 | 0,2 | 14,3 |
| Carriera  | Carriera      | 11 | 3  | 18,4 | 43,7 | 50,0 | 71,4 | 2,6 | 3,2 | 1,0 | 0,2 | 9,4  |

### G League
| Anno      | Squadra          | PG  | PT  | MP   | TC%  | 3P%  | TL%  | RP  | AP  | PRP | SP  | PP   |
| --------- | ---------------- | --- | --- | ---- | ---- | ---- | ---- | --- | --- | --- | --- | ---- |
| 2015-2016 | F.W. Mad Ants    | 47  | 8   | 24,7 | 46,4 | 35,2 | 74,4 | 2,6 | 3,4 | 1,4 | 0,2 | 13,5 |
| 2017-2018 | F.W. Mad Ants    | 40  | 40  | 36,6 | 49,4 | 31,3 | 76,8 | 4,7 | 6,1 | 2,0 | 0,2 | 22,4 |
| 2018-2019 | Maine Celtics    | 10  | 10  | 36,6 | 50,8 | 34,9 | 73,2 | 4,3 | 5,9 | 2,6 | 0,1 | 23,5 |
| 2018-2019 | Windy City Bulls | 33  | 31  | 33,1 | 48,5 | 26,1 | 71,7 | 4,8 | 8,7 | 1,5 | 0,3 | 20,1 |
| 2019-2020 | F.W. Mad Ants    | 39  | 36  | 35,7 | 45,1 | 40,5 | 65,0 | 4,4 | 6,7 | 1,6 | 0,2 | 20,3 |
| 2021-2022 | F.W. Mad Ants    | 32  | 32  | 33,1 | 40,0 | 17,0 | 61,7 | 4,2 | 6,2 | 1,7 | 0,5 | 12,3 |
| Carriera  | Carriera         | 201 | 157 | 32,5 | 46,6 | 32,3 | 71,7 | 4,0 | 6,0 | 1,7 | 0,3 | 18,0 |

## Palmarès
- Qatari Basketball League: 1

Al-Arabi Doha: 2023-24